# Nautilus (U-Boot, 1800)
Die Nautilus war ein von dem US-Amerikaner Robert Fulton konstruiertes und gebautes U-Boot. Vorläufer waren die drei hölzernen Tauchboote von Cornelis Jacobszoon Drebbel aus dem Jahr 1620, das von Denis Papin 1691 im Auftrag des Landgrafen von Kassel konstruierte Tauchboot sowie die erstmals mit echtem Unterwasserantrieb ausgerüstete Turtle („Schildkröte“) des Amerikaners David Bushnell aus dem Jahre 1776.

## Geschichte

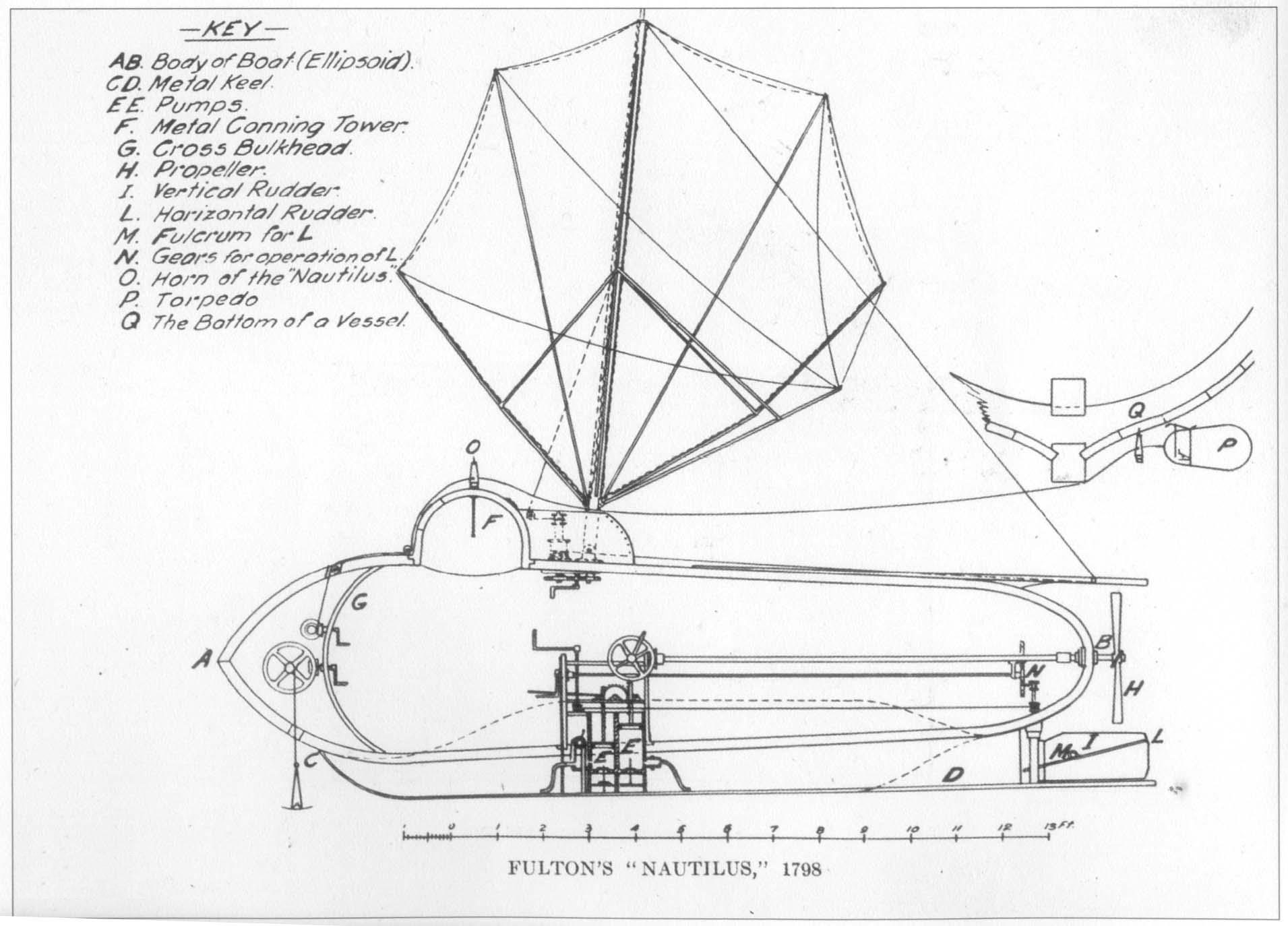
Zeichnung der Nautilus

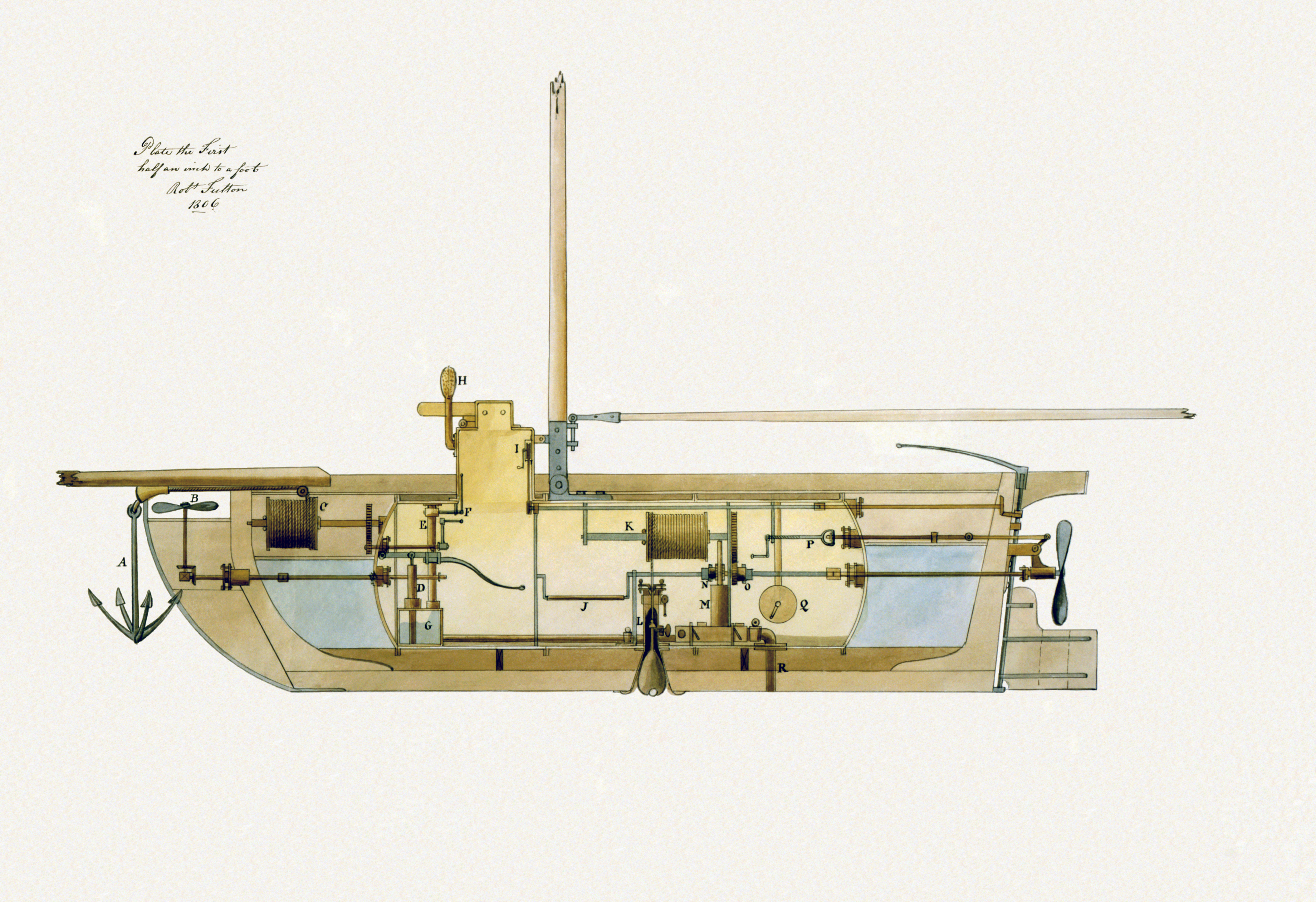
Plan eines U-Boots von Robert Fulton, 1806

Der zu Ende des 18. Jahrhunderts in Frankreich tätige Fulton konstruierte die Nautilus zwischen 1793 und 1797. Um das Projekt verwirklichen zu können, wandte er sich an das Direktorium, wurde aber abschlägig beschieden. Erst nachdem er seinen Vorschlag dem Marineminister unterbreitet hatte, wurde ihm die Erlaubnis zum Bau erteilt. Die Nautilus wurde im Jahre 1800 auf der Perrier-Werft in Rouen erbaut; sie war 21 Fuß 3 Zoll (6,47 Meter) lang und bestand aus Kupferplatten, welche auf ein Bootsgerippe aus Eisen montiert wurden. Die Nautilus besaß als erstes U-Boot Seiten- und Tiefenruder zur Steuerung. Durch Flutung und Leerung des hohlen eisernen Kiels konnte der Auftrieb reguliert werden. Mit Luft wurde das Fahrzeug durch einen wasserdichten Schnorchel aus Leder versorgt. Unter Wasser wurde die Nautilus durch einen Propeller angetrieben, der über Handkurbeln in Rotation versetzt wurde, über Wasser mittels eines fächerartigen Segels an einem ausklappbaren Mast.
Der erste erfolgreiche Test fand im Juli 1800 in Rouen statt. Da die Strömung der Seine jedoch beeinträchtigend wirkte, verlegte Fulton das Boot nach Le Havre. Andere Quellen nennen eine Verlegung nach Brest, wo der Marinepräfekt eine U-Boot-Kriegsführung als unmenschlich empfand. Im Vergleich mit einem von zwei Seeleuten geruderten Boot legte die ebenfalls von zwei Mann angetriebene Nautilus eine Strecke von 360 Fuß (110 m) zwei Minuten schneller zurück.
In dieser Zeit veränderte Fulton das Ruder, dem Propeller gab er nun vier Flügel ähnlich einer Windmühle.
Am 3. Juli 1801 erreichte Fulton bei einem Tauchversuch in Le Havre eine Tiefe von 25 Fuß (7,6 m). Mit drei Mann Besatzung tauchte er beim Schein von zwei Kerzen über eine Stunde. Mittels einer kupfernen „Bombe“, die 200 Kubikfuß (5,7 m³) Pressluft enthielt, konnte er die Zeit auf 4½ Stunden ausdehnen. Als weitere Erneuerung wurde eine 1,5 Zoll (38 mm) große Glasscheibe im Beobachtungsturm eingefügt. Das einfallende Licht reichte dem Erfinder zum Ablesen einer Uhr aus, so dass bei Tageslicht keine Kerzen mehr benötigt wurden. Fulton beobachtete, dass ein Kompass auch unter Wasser benutzt werden konnte. Die Nautilus versenkte einen Schoner durch eine nachgeschleppte Schießpulver-Ladung, die Fulton Torpedo (nach dem lateinischen Wort für „Zitterrochen“) nannte. Das beobachtende Marinekomitee empfahl begeistert den Bau von zwei weiteren Messing-U-Booten zu 36 Fuß (11 m) Länge, 12 Fuß (3,7 m) Breite mit 8 Mann Besatzung und 8 Stunden Tauchzeit.
Obwohl er mit dem Projekt die Aufmerksamkeit Napoleons erregt hatte, verzichtete Frankreich aber doch auf eine Fortsetzung der Entwicklungsfinanzierung, wofür unterschiedliche Gründe kursieren.
Fulton ging nach England und konstruierte für die Royal Navy eine neue Nautilus. Diese sollte 35 Fuß (11 m) lang sein und mit einer 6-Mann-Besatzung für 20 Tage auf See kreuzen können. An ihrer Oberfläche sollten 30 Minen angebracht werden können. In der Überwassersilhouette ähnelte sie einer Slup mit Mast und Segel. Der zweiflügelige Propeller sollte weiter mit Handkraft betrieben werden. Untergetaucht übernahmen zwei Belüftungsrohre die Luftversorgung, Licht konnte durch den Turm einfallen. Nach dem britischen Seesieg von Trafalgar wurde die Förderung eingestellt, und Fulton verließ England im Oktober 1806, wobei er all seine Papiere betreffs der U-Boot-Konstruktion beim amerikanischen Konsul zurückließ. Diese wurden erst 1920 publiziert.
Zu Ehren Fultons nannte der Schriftsteller Jules Verne in seinen Romanen 20.000 Meilen unter dem Meer (1870) und Die geheimnisvolle Insel (1874/1875) Kapitän Nemos Unterseeboot ebenfalls Nautilus.